# Xu Hao
Xu Hao (en chino: 徐好), es una actriz china.

## Biografía
Se entrenó en la Academia de Cine de Pekín (inglés: "Beijing Film Academy").

## Carrera
En abril del 2017 se unió al elenco recurrente de la serie Heirs (también conocida como "Medalist Lawyer Heir") donde interpretó a Tang Jing, la honesta pero obstinada hija de Tang Liqun (Wu Mian) y Zhong Keming (Damian Lau).
En agosto del mismo año se unió al elenco recurrente de la serie Let's Shake It! (颤抖吧，阿部!) donde dio vida a Xiao Ruyi, general de la Guardia Jinwu, quien debajo de su rostro sin sonrisas anhela afecto.
En agosto del 2018 se unió al elenco recurrente de la serie The Rise of Phoenixes (天盛长歌) donde interpretó a la Princesa Shao Ning del Reino de Tiansheng, que es adorada por el Emperador y el Príncipe Heredero.
En el 2019 se unió al elenco recurrente de la serie The Legend of Haolan donde dio vida a la Princesa Yun Meng, un miembro del estado Chu.
En mayo del mismo año se unió al elenco recurrente de la serie My True Friend (我的真朋友) donde interpretó a Luo Zu’er, una amiga de Shao Pengcheng (Deng Lun).
En febrero del 2020 se unió al elenco de la serie The Love Lasts Two Minds donde dio vida a Jiang Tan, la hermana de armas e interés romántico de Zuo Yanxi (Wang Gongliang).
El 5 de abril del mismo año se unió al elenco principal de la serie Girlfriend donde interpretó a Wen Xiaonuan, una joven que luego de que le ofrezcan un trabajo donde tiene que pretender ser la novia de Ye Feimo (Lawrence Wong), termina enamorándose de él, hasta el final de la serie el 4 de mayo del mismo año.

## Filmografía

### Series de televisión
| Año  | Título                   | Personaje          | Notas        |
| ---- | ------------------------ | ------------------ | ------------ |
| 2020 | Girlfriend               | Wen Xiaonuan       | 36 episodios |
| 2020 | The Love Lasts Two Minds | Jiang Tan          |              |
| 2019 | Second Time Is a Charm   | Wang Lei           |              |
| 2019 | My True Friend           | Luo Zu’er          |              |
| 2019 | The Legend of Haolan     | Princesa Yun Meng  |              |
| 2018 | The Rise of Phoenixes    | Princesa Shao Ning |              |
| 2018 | The Taoism Grandmaster   | Zi Liuli           |              |
| 2017 | Let's Shake It!          | Xiao Ruyi          |              |
| 2017 | Heirs                    | Tang Jing          |              |